# Angel Cake

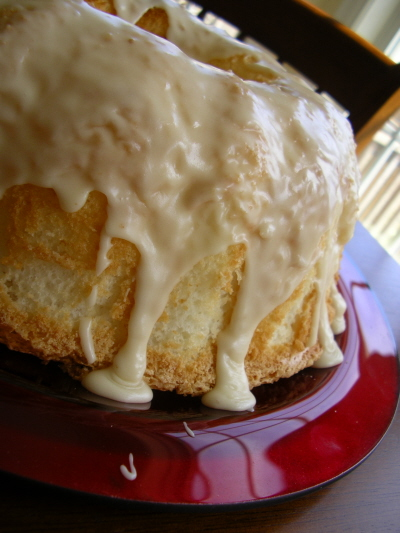
Angel Cake

Angel Cake (auch Angel Food Cake) ist ein sehr leichter amerikanischer Kuchen aus einer Biskuitmasse, der traditionell in einer Gugelhupf-Form gebacken wird. Für die Zubereitung wird neben Mehl und Zucker vor allem steif geschlagenes Eiklar verwendet. Der Name Angel Cake ist in den USA seit den 1870er Jahren bekannt, Rezepte erschienen erstmals in den 1880er Jahren. Es wird vermutet, dass der Kuchen von den Pennsylvania Dutch erfunden wurde, jedoch gibt es für diese Annahme keine konkreten Belege. Die verwendete Gugelhupf-Form ist jedoch eine speziell von Deutschen verwendete Backform, die in den USA vorher nicht bekannt war.
Eines der ersten bekannten Rezepte für den Kuchen erschien 1884 im Boston Cooking School Cook Book von Mrs. D.A. Lincoln. Einige Zeit später kam auch die Bezeichnung Angel Food Cake auf.